# Lepturges dorsalis
Lepturges dorsalis är en skalbaggsart som först beskrevs av White 1855.  Lepturges dorsalis ingår i släktet Lepturges och familjen långhorningar. Inga underarter finns listade i Catalogue of Life.